# 无毛乌头
无毛乌头（学名：Aconitum glabrisepalum），为毛茛科乌头属下的一个植物种。